# 廿九几
廿九几，香港獨立出版團體，成立於2003年。已出版的書，包括新詩、小說、畫集和漫畫等。曾與無印良品、Business of Design Week、東touch、Amazingangle、成報及阿麥書房等合作，進行不同類型的創作活動，展覽及講座。創會成員有：楚、劉芷韻、黃淑琪、江康泉、智海、袁兆昌、陳志華、小米、森遜。

## 曾出版書籍
- 陳志華《失蹤的象》（廿九几 x kubrick）
- 李智良《房間》（廿九几 x kubrick）
- 葉愛蓮《男人與狗》（廿九几 x kubrick）
- 馮程程《雙妹嘜──十年一潤姊姊妹妹藝雜誌》
- 智海《The Writer And Her Story》（廿九几 x kubrick）
- 葉愛蓮《腹稿》（廿九几 x kubrick）
- 鄧小樺、江康泉、楚、賴俊穎、黃淑琪、陳志華、袁兆昌、劉芷韻《所以美好》
- 鄧小樺《不曾移動瓶子》
- 可洛《幻聽樹》
- 梁璧君《風送》
- 袁兆昌、黃敏華《情感不良》
- 區凱琳《圖畫手記》
- 江康泉《瑕疵鞋2 冬甩和隱藏軌》
- 新界喇沙中學學生文集《沙之書》
- 麥榮浩《時候》
- 森遜《森遜的神奇蚊型習作》
- 王貽興《一半的房子、一半的他》
- 袁兆昌《弓在馬桶上的憶述者》
- 江康泉《瑕疵鞋》
- 劉芷韻《與幽靈同處的居所》

## 外部連結
- 廿九几網頁 （页面存档备份，存于）
- 世紀．翩翩不戒﹕廿九歲 （页面存档备份，存于）全文